# جنگ ایران و گورکانیان (۱۶۵۳–۱۶۴۹)
جنگ ایران و گورکانیان (۱۶۵۳–۱۶۴۹)، جنگی بود که میان ایران و امپراتوری مغول هند در افغانستان امروزی رخ داد. هنگامی که گورکانیان هند در حین جنگ با خانات بخارا بودند، ارتش صفوی، قلعهٔ شهری قندهار و دیگر شهرهای راهبردی را که آن منطقه را شامل می‌شدند فتح نمود. گورکانیان هند در جنگی که با صفویان داشتند، در بازپس‌گیری شهرهای ازدست‌رفته‌شان ناکام ماندند.